# Taking Off (Neil Innes)
Taking Off è il secondo album di Neil Innes, pubblicato nel 1977.

## Tracce
1. Crystal Balls – 2:57
2. Catch Phrase – 2:48
3. God Is Love – 3:42
4. Randy Raquel – 3:23
5. Shangri-La – 3:51
6. Drama On a Saturday Night – 4:59
7. Dreams Shine Trought – 3:50
8. Busy Day – 3:26
9. Three Piece Suite – 3:35
10. La Vie En Rose – 3:15

## Musicisti
- Neil Innes - voce, pianoforte
- John Halsey - batteria
- Timmy Donald - batteria
- Brian Hodgons - chitarra bassa
- Alan James - chitarra bassa
- Richard Lee - basso
- Billy Bremner - chitarra
- Roger Rettig - chitarra
- John Megginson - pianoforte
- Julian Smedley - voce, violino
- Keith Nelson - banjo
- Willie Fahey - flauto, sassofono
- Brian Bowles - voce
- Sue Jones-Davies - voce